# Chilicola dalmeidai
Chilicola dalmeidai là một loài Hymenoptera trong họ Colletidae. Loài này được Moure mô tả khoa học năm 1946.